# Аффинность
Аффинность или сродство (лат. affinitas — родственность) — термодинамическая характеристика, количественно описывающая силу взаимодействия атомов или молекул веществ (например, антигена и антитела), способных образовать химические соединения. Различают частные случаи аффинности: химическую, электронную и аффинность связывания (биохимия).
В химии электронная аффинность (или энергия сродства к электрону) — это количество энергии, которое затрачивается, либо выделяется в результате присоединения электрона к нейтрально заряженному атому. 

## История
Первое упоминание аффинности как химического понятия отмечено в трудах немецкого философа Альберта Магнуса около 1250 года.

## Химическая аффинность
Химическая аффинность (сродство) определяет стремление химических веществ реагировать друг с другом. К примеру, можно сказать, что фтор имеет высокое сродство (аффинность) к водороду, и это будет означать, что фтор и водород легко реагируют друг с другом, образуя фтористый водород (плавиковую кислоту):
{\displaystyle {\ce {2 F2 + 2 H2O -> 4 HF + O2}}}
В этой реакции атомы кислорода имеют низкую аффинность к атомам кислорода, поэтому он выделяется в результате реакции.
Сродство (аффинность) химических веществ зависит от различных видов воздействия между атомами или молекулами. Положительно заряженные частицы имеют аффинность к отрицательно заряженным частицам. Аффинность зависит от электростатических взаимодействий и пространственного строения молекул. Стереоизомеры имеют различное пространственное расположение атомов и поэтому проявляют различную аффинность к определенным молекулам.
Силы электростатического взаимодействия, так называемые силы Ван-дер-Ваальса, за счет взаимного притяжения или отталкивания способствуют формированию двуцепочечной спирали ДНК, при этом участки нуклеотидов, имеющие положительный заряд (атомы водорода в полярной N-H связи) имеют высокую аффинность к участкам комплементарных нуклеотидов, содержащих атомы азота и кислорода, имеющих избыток электронов (отрицательный заряд).

## Аффинность в биохимии
Аффинность связывания можно определить по закону действующих масс как отношение концентрации комплекса антиген — антитело к произведению концентраций компонентов. Высокой аффинностью в случае антител считают 1012 М−1, низкой аффинностью — 105 М−1.

## Применение
Электронная аффинность (сродство к электрону) используется для расчета шкал электроотрицательности атомов.